# Ischyja kebeae
Ischyja kebeae är en fjärilsart som beskrevs av George Thomas Bethune-Baker 1906. Ischyja kebeae ingår i släktet Ischyja och familjen nattflyn. Inga underarter finns listade i Catalogue of Life.